# ヨロイイタチウオ
ヨロイイタチウオ（鎧鼬魚、学名：Hoplobrotula armata）は、アシロ目アシロ科に分類される海水魚の1種。ヨロイイタチウオ属のタイプ種である。

## 分布・生態
南日本から東シナ海に分布する。
大陸棚の縁辺部から大陸斜面上部の水深200-350mの砂泥底に生息する底生魚である。
成魚は小魚や甲殻類などのネクトンやベントスを食べる。未成魚は主にベントスを食べる。卵生。卵は楕円形で、寒天質の卵嚢に包まれて産まれ海中を浮遊する。

## 形態
全長35cmほどの個体が多いが、最大で70cmにまで達する。日本近海のアシロ科の魚の中ではソコボウズに次ぐ大型種。
体は前後に細長く側扁し、吻は円鈍で尾端は尖る。
下顎は上顎より短い。下顎にある一対の髭状のものは腹鰭で、眼の直下付近の起部から鰓蓋後縁を超えない程度に糸状に伸びる2本の軟条からなる。
分布が重なる近似種のシオイタチウオ(Neobythies sivicolus)は、この腹鰭の起部が眼の後方下にあることから見分けられる。
背鰭鰭条数は85-90本。
垂直鰭（背鰭・尾鰭・臀鰭）は繋がっている。
鰓裂は大きい。前鰓蓋骨に鋭い棘が3本あり、主鰓蓋骨にも強い棘が1本ある。
長く鋭い吻棘がある。前鼻孔の直上に感覚孔がある。臀鰭始部は第13-17背鰭鰭条の下方に位置する。
腹椎骨数は13個。
体色は背側が赤褐色で、まだら模様がある。体側は銀色光沢があり、腹側にかけて淡色になる。
未成魚は背鰭、尾鰭、臀鰭縁辺が黒いが、成魚になると赤みを帯びる。

## 近縁種
ヨロイイタチウオ属にはヨロイイタチウオを含めて3種が認められている。日本近海にはヨロイイタチウオとクロヨロイイタチウオの2種が分布する。
クロヨロイイタチウオ（黒鎧鼬魚） H. badia Machida, 1990
体長は最大で55.8cm。相模湾の深海底に生息する。短く円鈍な吻棘がある。背鰭鰭条数は94本。腹椎骨数は13個。ヨロイイタチウオと異なり前鼻孔の直上に感覚孔がない。臀鰭始部は第17背鰭鰭条の下方に位置する。体色は黒褐色。
H. gnathopus (Regan, 1921)
英名 False kinglip。体長は最大で45cm 。西インド洋、南アフリカの水深180-550mの深海底に生息する。ヨロイイタチウオやクロヨロイイタチウオと異なり吻棘はない。背鰭鰭条数は99-103本。腹椎骨数は15個。前鼻孔の直上に感覚孔がある。臀鰭始部は第21-23背鰭鰭条の下方に位置する。体色は淡褐色。

## 人間との関わり
沖合底曳き網漁で食用に漁獲される。秋から春先にかけて市場に流通するが量は少なくスーパーなどにはほとんど並ばない。大型のものは鮮魚として商品価値が高く卸値1kg当たり2-3千円で取引されることもある高級魚である。小型のものは練り製品の材料とされる。
釣りの対象魚で、相模湾、駿河湾の水深100m前後で釣れることがある。
旬は冬から産卵を控えた春先。白身魚で食味は淡白で甘みがあり身が柔らかい。刺身でも食べられるが水分が多いので昆布締めにされることが多い。味噌や醤油と相性がよく西京漬けや幽庵漬けなどの漬け焼き魚にされるほか、鍋物、干物、揚物、煮物、椀物、蒸し物、ムニエル、ポワレなどにも用いられる。

## 地域呼称
- ヒゲダラ、ナマズ（東京ほか）、シゲダラ、シゲ（静岡）[3]
- メンタイ（広島）、キンタラ（小田原）、オキナマズ（高知）
- ホウカイボウ（三河）[7][8]